# Thalassoma cupido
Thalassoma cupido är en fiskart som först beskrevs av Coenraad Jacob Temminck och Hermann Schlegel, 1845.  Thalassoma cupido ingår i släktet Thalassoma och familjen läppfiskar. IUCN kategoriserar arten globalt som livskraftig. Inga underarter finns listade i Catalogue of Life.